# Osojsko jezero
Osojsko jezero (nemško in v Avstriji imenovano Ossiacher See) je ledeniško jezero, na nadmorski višini 488 mnm, severno od Beljaka na Koroškem v Avstriji. 

## Geografija
Jezero leži na nadmorski višini 501 m. in je na najgloblji točki 52 m globoko. Površina je približno 10,5 km². Od jugozahoda do severovzhoda meri okoli 10,2 km, na najožji točki pri Osojah (Ossiach) je približno 600 m široko. Jezero leži med gozdnatimi strmimi pobočji Osojščice (Gerlitzen) na severu in zahodnim vznožjem Osojskih Tur (Ossiacher Tauern) na jugu. Jezero je pretočno, zato se v fazi cirkulacije spomladi in pozno jeseni voda meša do dna. Naravno jezersko in obalno območje jezera je razglašeno za naravni rezervat in zavarovano območje.
Vzhodni zaliv zaseda močvirje Bleistätter, skozi katerega teče potok Tiebel, jezerski pritok. Iz jezera izteka Villacher Seebach (Beljaška Jezernica) v Dravo.
Glavno mesto ob jezeru so Osoje z znamenitim Osojskim samostanom, največja občina v Beljaku, z okrožjem Landskron. Preostanek jezera je razdeljen med občine Trebinja (Treffen) z Annenheimom, Sattendorfom in Steindorfom z naseljem Bodensdorf.
Jezero je nastalo v zadnji ledeni dobi po umiku Dravskega ledenika proti zahodu.

## Flora in favna
Plavajoče rastline na jezeru so beli lokvanj (Nymphaea alba) in rumeni blatnik (Nuphar lutea). Proti kopnemu sledi jezerski biček (Scirpus lacustris) in širokolistni rogoz, nato trstičevje (Phragmites australis). Redke rastlinske vrste v trstičju so pravi kolmež (Acorus calamus), ki raste pogosto skupaj z Sparganium erectum in močvirsko peruniko (Iris pseudacorus). Dlje sledi pas velikega šaša, predvsem kepe togega šaša (Carex elata), čemur sledi gozd črne jelše. Močvirja danes v veliki meri nadomeščajo travniki, pašniki in polja. Posebnost na področju Tiebelmündunga je vodni orešek (Trapa natans). 
V jezeru se pojavljajo naslednje 21 vrste rib:
- velika ozimica (Coregonus lavaretus)
- jezerska postrv (Salmo trutta f. Lacustris)
- šarenka (Oncorhynchus mykiss)
- navadna ščuka (Esox lucius)
- evropski som (Silurus glanis)
- menek (Lota lota)
- rdeča jegulja (Anguilla anguilla)
- Leuciscus delineatus
- ploščič (Abramis brama)
- androga (Blicca bjoerkna)
- navadni koreselj (Carassius carassius)
- krap (Cyprinus carpio)
- zelenika (Alburnus alburnus)
- rdečeoka (Rutilus rutilus)
- rdečeperka (Scardinius erythrophthalmus)
- linj (Tinca tinca)
- ogrica (Vimba vimba)
- navadni ostriž (Perca fluviatilis)
- smuč (Sander lucioperca)
- sončni ostriž (Lepomis gibbosus)
- navadna mrena (Barbus barbus)

Ingo Findegg je v svojem delu leta 1934  dodatno imenoval naslednje vrste: Gobio gobio, pezdirk (Rhodeus sericeus amarus), Aburnoides bipunctatus, jez (Leuciscus idus), klenič (Leuciscus leuciscus), babica (Barbatula barbatula).
Rečni raki v jezeru so bili leta 1890 prvi na Koroškem, a so jih napadli Aphanomyces astaci. Danes posamezne primere opažajo znova in znova, in so se morda preselili iz okoliških potokov. Školjka potujoča trikotničarka (dreissena polymorpha) je bila uvedena leta 1972 in se je močno razširila.
Tipične vodne ptice na jezeru so čopasti ponirek, liska in mlakarica. Redke so mokož, čapljica, Locustella luscinioides in rakar, plašica (Remiz pendulinus), kobilar (Oriolus oriolus) in vodomec. Populacija ptic je v zadnjih desetih letih stabilna.

## Turizem
Osojsko jezero je pomembno turistično območje z okoli dva milijona nočitev na leto. Najpomembnejša letovišča ob jezeru so Annenheim, Sattendorf, Bodensdorf, Steindorf in Osoje.
Okoli jezera vodi Ossiacherseeradweg R2 približno 25 km dolga kolesarska pot. Z etapama 18 do 20 gre skozi tudi Pot Alpe Adria ali Alpe Adria Trail, 690 km dolga pešpot, ki vodi od vznožja Grossglocknerja na Avstrijskem Koroškem do Milj (Muggia) v Furlaniji-Julijski krajini na italijanski jadranski obali.